# Torre Banco de la Nación
La Torre Banco de la Nación es un edificio de oficinas localizado en el distrito de San Borja, en la ciudad de Lima, capital de Perú. Fue construido para albergar la sede institucional principal del Banco de la Nación. La torre tiene una altura de 30 pisos y 140 metros de altura lo que lo convierte en el edificio más alto del Perú.

## Historia

### Construcción
El edificio fue proyectado para albergar la nueva sede del Banco de la Nación, entidad financiera del Estado Peruano. Fue diseñado por el arquitecto peruano Bernardo Fort. Su ubicación se fijó en una zona estratégica de la Av. Javier Prado Este, junto al Museo de la Nación, la estación La Cultura del Metro de Lima y el Centro de Convenciones de Lima, lo que se podría conocer como el nuevo centro cultural de Lima, en el distrito de San Borja.
La construcción de la torre estuvo a cargo de la empresa Cosapi con una inversión aproximada a los 150 millones de dólares. La edificación comenzó en octubre de 2013 y fue concluida en octubre de 2015, conformada por un edificio de 30 pisos de 140.1 metros de altura, con un área construida de aproximadamente 66,000 m² y un helipuerto en la parte superior.
En 2015, los pisos inferiores fueron se usaron para la Junta de Gobernadores del Banco Mundial y del Fondo Monetario Internacional.